# 幡羽极乐鸟
幡羽极乐鸟（学名：Semioptera wallacii），也称幡羽天堂鸟，是极乐鸟科幡羽极乐鸟属下的唯一物种。幡羽极乐鸟是印度尼西亚东部马鲁古北部的特有种。